# Ruse (provins)
Ruse er en af de 28 provinser i Bulgarien, beliggende i den nordlige del af landet, på grænsen til Bulgariens naboland Rumænien. Provinsen har et areal på 2.803 kvadratkilometer og et indbyggertal (pr. 2009) på 278.890.Folketællingen 7. september 2021 viste et indbyggertal på 193.483 i provinsen. Klik på referencen i indledningen i artiklen om Bulgarien for resultat af folketælling.
Ruses hovedstad er byen Ruse, der med sine ca. 165.000 indbyggere også er provinsens største by. Af andre store byer kan nævnes Bjala (ca. 10.000 indbyggere) og Vetovo (ca. 5.000 indbyggere). Giurgiu-Ruse Venskabsbroen, den eneste bro over Donau mellem Bulgarien og Rumænien, ligger i Ruse.